# Rosette S'Jegers
Rosette Paula S'Jegers (Merksem, 11 april 1952) is een Belgisch econoom, bestuurder en emeritus hoogleraar aan de Vrije Universiteit Brussel.

## Levensloop
Rosette S'Jegers behaalde een licentiaat in de economische wetenschappen (1974) en een bijzondere licentie statistiek, operationeel onderzoek en econometrie (1976) en promoveerde tot doctor in de economische wetenschappen (1982) aan de Vrije Universiteit Brussel (VUB).
Aan de VUB was ze gewoon hoogleraar algemene economie. Van 1992 tot 2008 was ze voorzitter van de Vakgroep voor Bedrijfseconomie en Strategisch Management, van 2000 tot 2008 vicerector Onderwijs en van 2008 tot 2009 decaan van de faculteit Economische, Sociale en Politieke Wetenschappen en de Solvay Business School.
S'Jegers is of was tevens:
- lid van de Vlaamse Commissie voor Preventief Bedrijfsbeleid (1990-2000)
- bestuurder van Gimvindus (1998-2000)
- vicevoorzitter van de raad van bestuur (2000-2006) en voorzitter van het auditcomité (2002-2006) van De Post
- secretaris-generaal van de Vlaamse Interuniversitaire Raad (2008-2018)
- bestuurder van de Participatiemaatschappij Vlaanderen (2007-2022)
- bestuurder van de Internationale Solvay Instituten voor Fysica en Chemie